# 共享内存
共享内存（shared memory）指在多处理器的计算机系统中，可以被不同中央处理器访问的大容量内存。由于多个CPU需要快速访问存储器，这样就要对存储器进行缓存。由于其他处理器可能也要存取，任一缓存数据更新后，共享内存就需要立即更新，否则不同处理器可能用到不同的数据（参见缓存一致和内存一致）。
共享内存的类似方案有分布内存、分布共享内存，用以解决同类问题。

## 软件术语
在软件中，共享内存指可被多个进程存取的内存，一个进程是一段程序的单个运行实例。在这种情况下，共享内存被用作进程间的通讯。有关进程和线程的更多内容，请参看线程条目。